# شعار جمهورية كازاخستان الاشتراكية السوفيتية
شعار جمهورية كازاخستان الاشتراكية السوفيتية، هو شعار النبالة الرسمي لجمهورية كازاخستان الاشتراكية السوفيتية ضمن الاتحاد السوفيتي. واعتمد في 26 مارس 1937 من قبل حكومة جمهورية كازاخستان الاشتراكية السوفيتية.

## الوصف العام
يظهر الشعار رموز الزراعة، مع حزمتي قمح. يمثل شروق الشمس مستقبل الأمة الكازاخية، والنجم الأحمر والمطرقة والمنجل يمثلان انتصار الشيوعية و"مجتمع الدول الاشتراكي العالمي".
يحمل الشعار شعار الدولة للاتحاد السوفيتي ("عمال العالم، اتحدوا!") باللغتين الروسية والكازاخية. باللغة الكازاخية، هو "Барлық елдеpдің пролетарлары, бірігіңдер!" (بالنقل الحرفي: "Barlyq elderdıñ proletarlary, bırıgıñder!" بالكتابة اللاتينية لعام 2021 و"Barlyq elderdiń proletarlary, birigińder!" بالكتابة اللاتينية لعام 2018).
يظهر اختصار الجمهورية باللغتين الروسية ("КССР" KSSR) والكازاخية ("ҚССР" QSSR).
منذ عام 1978، تم وضع المنجل فوق المطرقة، كما هو المعتاد في تصميمات شعارات الجمهوريات السوفيتية الأخرى.
تم اعتماد شعار نبالة جديد لكازاخستان بعد تفكك الاتحاد السوفيتي في 26 ديسمبر 1991، والذي يحتفظ بالعديد من تصميم الشعار السوفيتي القديم، بما في ذلك النجم والشمس المشرقة.

## التاريخ
تم وصف شعار جمهورية القيرغيز ASSR في مشروع دستور جمهورية القيرغيز ASSR الذي اعتمد في 10 يناير 1921 من قبل المؤتمر الرابع لكل قيرغيز السوفيت في أورينبورغ. كان الشعار مشتركاً مع شعار جمهورية روسيا السوفيتية في ذلك الوقت. كان الاختلاف الوحيد هو النقش على الشعار. بدلاً من اختصار جمهورية روسيا الاتحادية الاشتراكية السوفيتية، استخدم هذا النقش النص: "جمهورية القيرغيز الاشتراكية السوفيتية ضمن الاتحاد الروسي" باللغتين الروسية والكازاخية (بالنص العربي). كان الشعار "عمال جميع البلدان، اتحدوا!" باللغة الروسية مرئياً.
من غير المعروف إن رسم هذا الشعار وفقاً لهذا الوصف، حيث لم يتم الموافقة على مشروع دستور الجمهورية، مثل بقية دساتير جميع الجمهوريات السوفيتية ذاتية الحكم الأخرى التي اعتمدت في عشرينيات القرن الماضي، من قبل اللجنة التنفيذية المركزية لجميع الروس (VTsIK).

### جمهورية كازاخستان السوفيتية الاشتراكية ذاتية الحكم
بعد تحول جمهورية قيرغيز ASSR إلى جمهورية كازاخستان ASSR، تم إجراء مسابقة لشعار الجمهورية ذاتية الحكم الجديدة. ونتيجة للمسابقة، تم الاعتراف بمشروع الفنان ألكسندر إيفانوفيتش إيفانوف كأفضل مشروع. وفي عام 1927، ظهر شعار جمهورية كازاخستان السوفيتية الاشتراكية ذاتية الحكم بنقوش باللغات الروسية والكازاخية والقرقلباكية بالأبجدية العربية: النقش بالكازاخية في الأعلى، وفي الأسفل باللغة القرقلباكية.
في 20 ديسمبر 1928، اعتمدت اللجنة التنفيذية المركزية لجمهورية كازاخستان السوفيتية الذاتية الحكم قراراً لتغيير كتابة الكازاخية من الأبجدية العربية إلى الأبجدية اللاتينية. في عام 1930، تم سحب منطقة قرقل باك ذاتية الحكم من جمهورية كازاخستان السوفيتية ذاتية الحكم. في وثيقة عام 1931، كما هناك ختم لجمهورية كازاخستان السوفيتية الاشتراكية الذاتية الحكم بدون نقوش.
وفقاً للدستور الجديد للاتحاد السوفيتي المعتمد في 5 ديسمبر 1936، تم تحويل جمهورية كازاخستان السوفيتية ذاتية الحكم إلى جمهورية كازاخستان السوفيتية الاشتراكية، والتي تم اعتماد دستورها في المؤتمر الاستثنائي العاشر لمجالس جمهورية كازاخستان السوفيتية الاشتراكية، الذي عقد من 21 إلى 26 مارس 1937.

### جمهورية كازاخستان السوفيتية الاشتراكية

#### الإصدار الأول
تم اعتماد الدستور الجديد للاتحاد السوفيتي في 5 ديسمبر 1936، وفقاً لذلك؛ تم تحويل جمهورية كازاخستان السوفيتية ذاتية الحكم إلى جمهورية كازاخستان السوفيتية الاشتراكية. في 26 مارس 1937، اعتمد المؤتمر الاستثنائي العاشر لجميع مجالس جمهورية كازاخستان السوفيتية الاشتراكية دستور جمهورية كازاخستان السوفيتية الاشتراكية، الذي يحتوي على وصف لشعار النبالة في المادة 121:
في ذلك الوقت، كانت اللغة الكازاخية لا تزال تستخدم الأبجدية اللاتينية، لذا كان النقش "ВYKIL ÇER ÇYZINIꞐ PROLETARLARЬ, ВIRGIꞐDER!" بدلاً من "Барлық елдеpдің пролетарлары, бірігіңдер!".
في وقت اعتماد الدستور، لم يكن تصميم شعار النبالة للجمهورية متوفراً بعد، وتم الإعلان عن مسابقة لأفضل صورة كما هو موصوف في الدستور.
في 16 مايو 1937، أجمعت نقابة الفنانين في جمهورية كازاخستان السوفيتية الاشتراكية على نتائج هذه المسابقة، وكان أفضل رسم لشعار النبالة الذي قام به الفنانون تشيركيس ونيفونتوف (نيكيفوروف). في نفس الوقت، حتى عام 1951، كان هناك تناقض بين الوصف في الدستور والصورة المعتمدة للشعار: بدلاً من النقوش "جمهورية كازاخستان السوفيتية الاشتراكية"، كما هو منصوص عليه في الدستور، كانت في الشعار على الشريط الاختصارات "QSSR" و"КССР".

#### الإصدار الثاني

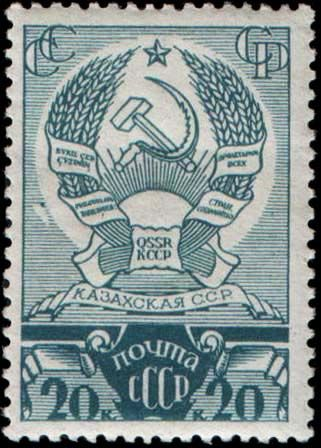
شعار جمهورية كازاخستان الاشتراكية السوفيتية على طابع بريدي عام 1937.

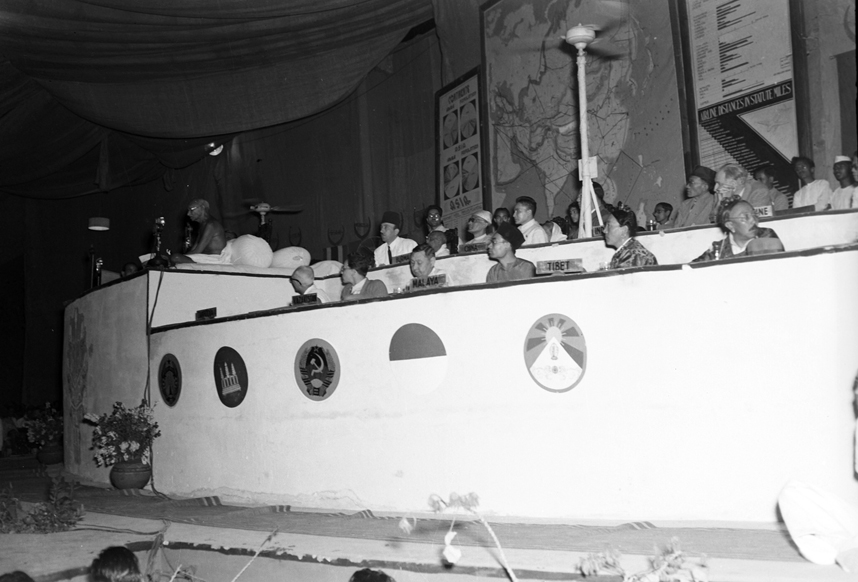
الشعار السوفيتي الكازاخي (في الوسط) في مؤتمر العلاقات الآسيوية عام 1947.

منذ عام 1937، عملت جمهورية كازاخستان الاشتراكية السوفيتية على استبدال الأبجدية الكازاخية من الأبجدية اللاتينية إلى الأبجدية السيريلية. حتى قبل الاستبدال الرسمي، عدل رئاسة السوفيت الأعلى لجمهورية كازاخستان الاشتراكية السوفيتية في 28 يناير 1939، شعار النبالة من خلال تغيير جميع النقوش في اللغة الكازاخية من الأبجدية اللاتينية إلى الأبجدية المبنية على الأبجدية الروسية. في نفس الوقت، بدأت المطرقة تُصور مغطاة بالمنجل، وليس العكس، كما كان منذ عام 1937.
في 10 نوفمبر 1940، تم اعتماد قانون جمهورية كازاخستان السوفيتية الاشتراكية بشأن استبدال النص الكازاخي من الأبجدية اللاتينية إلى الأبجدية السيريلية. في عام 1951، تم تعديل دستور جمهورية كازاخستان السوفيتية الاشتراكية، وتم تغيير النص في المادة 121 حول النقش على شعار النبالة لجمهورية كازاخستان السوفيتية الاشتراكية باللغتين الكازاخية والروسية إلى الأحرف "ҚGGР" و"KССР". نتيجة للموافقة على الأحكام المتعلقة بشعار الدولة وعلم الدولة لجمهورية كازاخستان السوفيتية الاشتراكية، ظهر نجمة خماسية حمراء بإطار ذهبي في الشعار وبدأ تصوير المطرقة مغطاة بالمنجل.

#### الإصدار الثالث
في عام 1978، تم اعتماد اللوائح الجديدة لشعار الدولة لجمهورية كازاخستان السوفيتية الاشتراكية، وفقاً لها تم تصوير المنجل مرة أخرى مغطى بالمطرقة (كما تم تصويره في شعار الاتحاد السوفيتي ومعظم الجمهوريات السوفيتية باستثناء جمهورية لاتفيا الاشتراكية السوفيتية)، تم تقليل كثافة الخلفية الحمراء، أشعة الشمس، وتم تغيير الاختصار بالكازاخية "ҚGGР" إلى "ҚССР".

## معرض الصور

شعار جمهورية قيرغيزستان الاشتراكية السوفيتية ذاتية الحكم (1921–1925)
شعار جمهورية قيرغيزستان الاشتراكية السوفيتية ذاتية الحكم (1921–1925، إعادة الهيكلة)
شعار جمهورية كازاخستان الاشتراكية السوفيتية ذاتية الحكم (1927–1937)
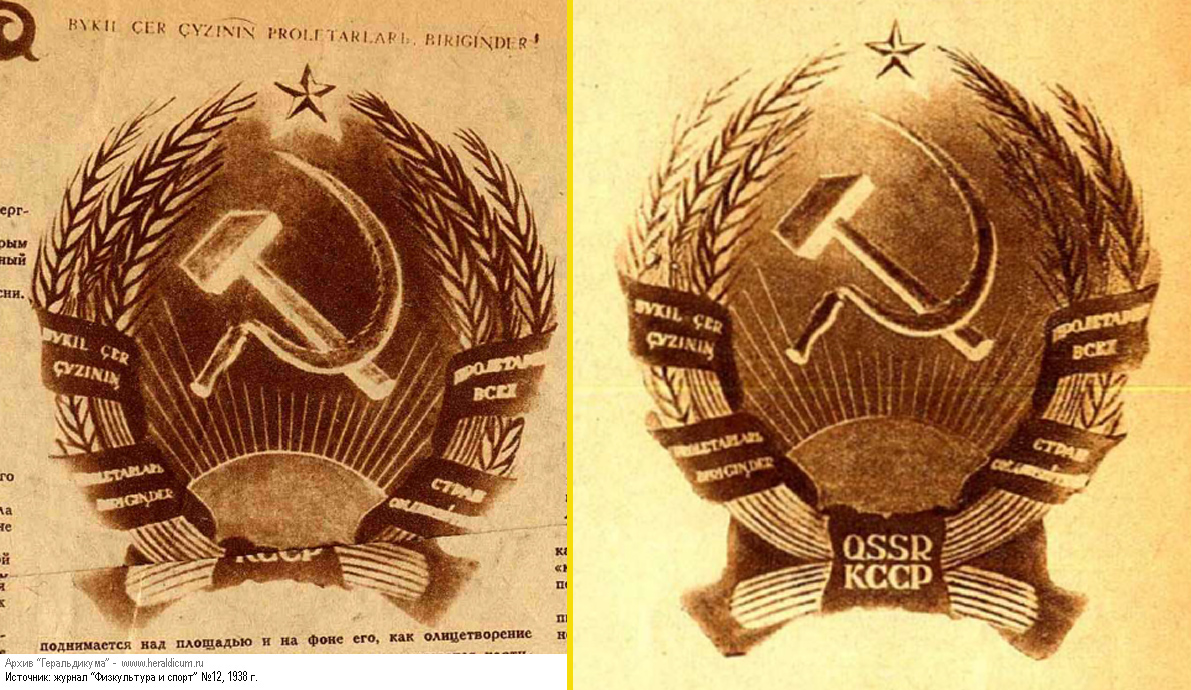
شعار جمهورية كازاخستان الاشتراكية السوفيتية (1937–1939)
شعار جمهورية كازاخستان الاشتراكية السوفيتية (1939–1978)
شعار جمهورية كازاخستان الاشتراكية السوفيتية (1978-1991) وجمهورية كازاخستان حتى عام 1992